# Villa Luro
Villa Luro é um bairro da cidade argentina de Buenos Aires.

## História

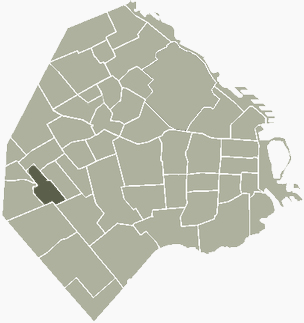
Mapa da Villa Luro na cidade de Buenos Aires

O bairro deve seu nome ao Dr. Pedro Luro, um proeminente médico local e promotor imobiliário, que, durante a década de 1870, vendeu a maioria de sua propriedade na área, como lotes residenciais.
Em uma área conhecida por sua gente local como "Villa Luro Hollywood", localizado em um trecho da rua Coronel Ramon L. Falcon, placas de piso que lembram figuras do cinema nacionais de cinema -que vai desde a Rua Escalada até a Praça Exército de Los Andes, que subiram impressionantes e luxuosos edifícios modernos nos últimos anos.
O preço da propriedade é normalmente maior nesta área do que no resto do bairro, no entanto, existem também pequenas áreas de Villa Luro Norte, onde também o preço dos imóveis é um pouco superior a média do bairro, porque consideram perto do subúrbio elegante de Villa Devoto.
No bairro há uma placa em comemoração ao antigo estádio do Club Atlético Vélez Sarsfield, que foi conhecido como "El Fortín de Villa Luro", mote com o qual, hoje em dia, se conhece essa instituição. Nesse mesmo local se jogaria a primeira partida noturna do futebol argentino, em 1928. A placa está localizada na rua Basualdo, entre Pizarro e Ulrico Schmidl.

## Cultura
No bairro de Villa Luro, as casas mais antigas são Yerbal e Ruiz de los Llanos. Edifícios do século XIX – um dos mais antigos do bairro – cuja fachada se conserva no seu estado original. Lá, por muitos anos, uma pousada popular desenvolveu sua atividade gastronômica.
A "Casa de los Virreyes", uma antiga construção em San Blas, Molière, Camarones e Virgilio, agora inexistente, foi considerada de grande valor histórico.
A Casa de Hugo Corradi, Yerbal 5485, de arquitetura característica da região na primeira década do século XX, viveu até sua morte, em 23 de agosto de 1995, o professor Hugo Corradi, autor do livro "Antigo Guia do Oeste de Buenos Aires", essencial para quem quer conhecer a história deste lado da cidade.